# Ibolyántúli sugárzás

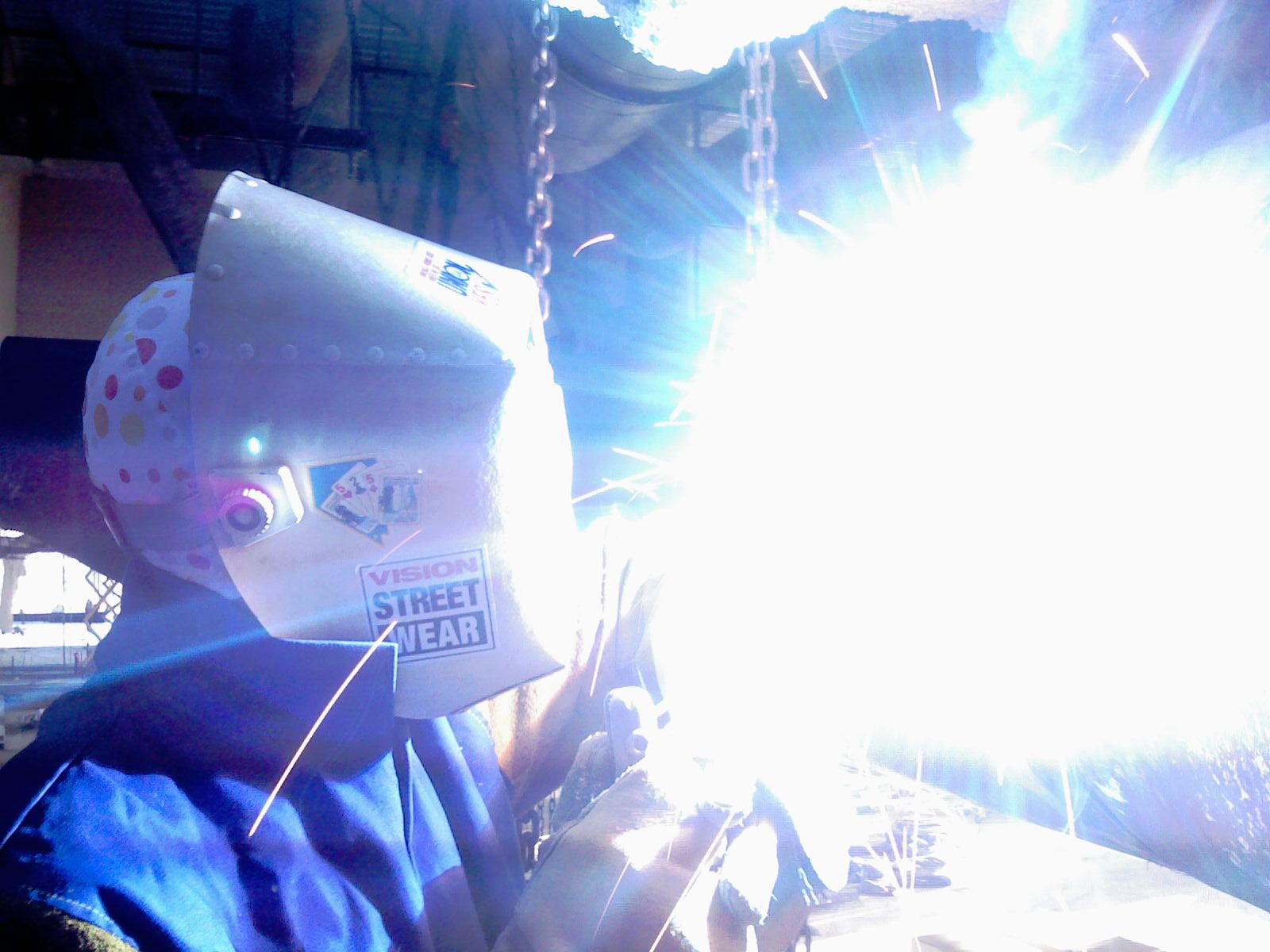
Az elektromos ívhegesztés UV-fény-kibocsátással jár, ezért a hegesztők védőpajzsot viselnek, hogy elkerüljék a hóvakság kialakulását

Az ibolyántúli, ultraibolya vagy ultraviola sugárzás (röviden UV-sugárzás) a látható fénynél (400-780 nm) kisebb, de a röntgensugárzásnál (0,01–100 nm) nagyobb hullámhosszúságú; a 180–400 nanométeres tartományba eső elektromágneses sugárzás. A szó eredete, hogy a legkisebb hullámhosszúságú, de még látható fény színe az ibolya (latinul: viola). Tehát az ennél nagyobb, ezen túli frekvenciájú rezgés (hullámhosszúságban ez alatti) az ibolyántúli sugárzás.

## Felfedezése
1801-ben Johann Wilhelm Ritter német fizikus olvasott az infravörös sugarak felfedezéséről, ami William Herschel nevéhez fűződik. Ritter hitt a természetben lévő egységben és szimmetriában. Akkoriban a napfény hatását tanulmányozta a kémiai reakciókra és elektrokémiával is foglalkozott (az elektromos áram hatásának tanulmányozása a kémiai elemekre és a vegyi reakciókra). Ennek során megfigyelte a napfény hatását ezüst-kloridra is, nevezetesen, hogy arra világos színűből átalakul sötét színűvé (később ez a felfedezés tette lehetővé a fényképezést).
Ritter elhatározta, hogy megismétli Herschel kísérletét, azzal a különbséggel, hogy ő a napfény sötétítő hatásának sebességét fogja mérni a különböző színtartományokban. Papírcsíkokat ezüst-kloriddal vont be, és ezeket egy elsötétített szobában elhelyezte egymás alatt a falon. A hőmérséklet mérése helyett azt az időt mérte, amíg egy-egy csík meg nem feketedett. Azt találta, hogy a vörös alig sötétítette meg a papírt, míg az ibolya felé haladva a sötétedés sebessége egyre nagyobb volt. Herschel ötletét átvéve, egy csíkot az ibolya fölé helyezett, és ez a papír sötétedett el a leggyorsabban, annak ellenére, hogy nem érte látható fény. Valamilyen sugárzásnak azonban érnie kellett a papírt, ami a sötétítő hatást kiváltotta.
Ezeket sugarakat „dezoxidáló sugarak”-nak nevezte el, megkülönböztetve a hősugaraktól és kihangsúlyozva kémiai reakcióképességüket. Emiatt először „kémiai sugár” néven vált ismertté.

## Szokásos felosztása
Az UV-tartományt a fiziológiai hatásai alapján általában három nagyobb részre bontják.
| Elnevezés                           | Rövidítés | Hullámhossz-tartomány (nm) |
| ----------------------------------- | --------- | -------------------------- |
| Ibolyántúli A, nagy hullámhosszú    | UV-A      | 400–315                    |
| Közeli UV                           | NUV       | 400–300                    |
| Ibolyántúli B, közepes hullámhosszú | UV-B      | 315–280                    |
| Közepes UV                          | MUV       | 300–200                    |
| Ibolyántúli C, kis hullámhosszú     | UV-C      | 280–180                    |
| Extrém / vákuum                     |           | 180-10                     |

Az „extrém / vákuum” UV csak vákuumban, illetve a világűrben terjed (innen az elnevezése). 
A „fekete fény” elnevezés az UV-fényre abból ered, hogy bár az emberi szem számára láthatatlan, bizonyos állatok, főleg rovarok, hüllők, madarak látják.

## Forrásai
Az ibolyántúli sugárzás legnagyobb természetes forrása a Nap, de más módon is keletkezhet, és mesterségesen is előállítható. Amikor anyagokat izzásig hevítenek, akkor valamennyi UV-fény is keletkezik. Ilyen például a villám. Hasonló módon kelt UV-fényt az ívhegesztés.
A forrástól függően az UV-fény lehet széles spektrumú (amikor egy bizonyos tartományban sokféle hullámhosszú UV-fény van jelen), illetve keskeny spektrumú, amikor ez a hullámhossz-tartomány jóval kisebb. 
Utóbbira jó példa az alacsony nyomású higanygőzlámpa, ami valamennyi látható fény mellett 95%-ban UV-fényt kibocsát ki 253,7 nm hullámhosszon (UV-C tartomány). Ezt baktériumölő, fertőtlenítő hatása miatt alkalmazzák. 2020-ban kísérletek folynak korszerű, nagy teljesítményű LED-es UV-fényforrás kifejlesztésén (néhány mW-os kiszerelésben már létezik).

## Fizikai tulajdonságai
Az UV-A sugárzást a Föld felső légköre nagyrészt elnyeli, de kis részben a légkörön és az üvegen áthatol. Áthatol az emberi bőr felső rétegén (felhám, epidermisz) és a szem elülső közegén (anterior ocular).
Az UV-B és UV-C sugárzás áthatol a levegőn és a kvarcon, de a közönséges üveg elnyeli. A felső légkör ózonrétegében való elnyelődés az oka annak, hogy a Föld felszínét gyakorlatilag nem éri el 320 nm-nél rövidebb hullámhosszú elektromágneses sugárzás.
A 315 nm alatti UV-sugárzást a szaruhártya, illetve a bőr felső hámrétege elnyeli.

## Mértékegységei
A besugárzás teljesítményét watt per négyzetméter (W/m²), vagy watt per négyzetcentiméter (W/cm²) egységben adják meg. A sugárterhelés joule per négyzetméter (J/m²), vagy joule per négyzetcentiméter (J/cm²) egységben van megadva. 
Mivel a watt-szor másodperc az joule, tehát a sugárzás és az expozíciós időtartam szorzata (másodpercben) megegyezik a sugárterheléssel.

## Hatásai
Mint a legtöbb sugárzásnál, az ibolyántúli sugárzás hatása a dózis nagyságától és a behatás időtartamától is függ. Az emberi testre gyakorolt biológiai hatás szempontjából legfontosabb rész a szem és a bőr. Elsősorban az UV-B és az UV-C gyakorol ilyen hatást. Ez a hatás elsősorban fotokémiai, és kevésbé hőhatás jellegű.
Az emberi szem legnagyobb érzékenysége 270 nm körül van, ennek hatékonyságához viszonyítják a többi biológiai hatást.
A bőrpír (erythema) az UV-B- és UV-C-sugárzás által okozott túlzott expozícióra adott válasz. A szükséges adag a bőrpír kialakulásához a bőr pigmentációjától és a szaruréteg vastagságától függ (stratum corneum). Előfordulhat, hogy az expozíció és a tünetek között 4-8 órás lappangási időszak van. A tünetek az egyszerű bőrpírtól egészen a súlyos égésig terjedhetnek. A bőr elsötétülése és a szaruréteg megvastagodása némi védelmet nyújt a jövőbeni expozíciókkal szemben.
Hóvakság (acut kerato-conjunctivitis): a túlzott UV-B- és UV-C-sugárzás miatt alakulhat ki, a legerősebb hatást a 265-275 nm közötti UV váltja ki. A tünetek kialakulásához legalább 4 mJ/cm² erősségű UV-sugárzás szükséges. Nevét onnan kapta, hogy először hegymászók tapasztalták olyan túrák során, ahol a nagy mennyiségű hó jól visszaverte a fényt. Ennek elkerülésére UV-szűrős, színes szemüveget viselnek. Első, enyhe jele a szemkáprázás, a külső szemlélő számára pedig a piros, véreres szem.
Átmeneti vaksággal járhat, aminek lefolyása rendkívül fájdalmas.  Az UV-nak való kitettség után akár 4-12 óra is eltelhet (ez hullámhossz- és dózisfüggő), amikor a következmények jelentkeznek. Jellemző tünetek a fényre való érzékenység, a homályos látás, a pislogás és a könnyezés. Az alany úgy érezheti, hogy homok került a szemébe. A hatás átmeneti, és a szem regeneráló képessége következtében egy-két nap alatt elmúlik. Célszerű az alanyt erre az időre teljesen elsötétített helyiségben elhelyezni és a szemére hideg vizes borogatást tenni, ami valamelyest csökkenti a tünetek hevességét, illetve lelki megnyugvást jelent. 
Ipari források is kiválthatnak hóvakságot, például szabálytalanul végzett ívhegesztés, vagy baktériumölő UV-C-lámpa alkalmazása (amibe szigorúan tilos belenézni).

### Nem biológiai hatások
A mindennapi életben gyakran tapasztalható hatás, hogy a napfénynek kitett festett felületeken a színek  kifakulnak. Az UV-fény a legtöbb műanyagot, gumit, a szerves anyagokat elöregíti, részben lebontja, fizikailag töredezetté teszi.

### Kedvező hatásai
- elősegíti a csontképződést (a D-vitamin-képződésen keresztül), aminek hiányában angolkór lépne fel
- a bőrben melanin-pigmen termelődik, ami a bőr barnulását eredményezi

### Káros hatásai
- a DNS károsítása
- a bőr öregedési folyamatának gyorsítása, évekig UV-B-fénynek való kitettség esetén
- a túl sok ideig alkalmazott UV-B-fény (lásd szolárium) bőrrákot okozhat
- az emberi szem károsítása
- hóvakság
- a légkör összetevőiből káros anyagok keletkezhetnek.  Ha a 240 nm hullámhossz alatti UV-C-fény a levegőben lévő oxigénnel érintkezik, ózongáz keletkezhet, vagy nitrogén-oxidok (NOX). A szénhidrogének szabad gyökké alakulása a fő oka a nagyvárosi szmog kialakulásának
- a klórozott szénhidrogéneket foszgénné alakítja
- a bőrben lévő kollagén rostok roncsolása, másképp fogalmazva ráncosodást okoz (a teljes UV-spektrum)

### Egyéb infók
- A napvédő faktor csak a barnító, UV-B-sugárzás elnyelésére vonatkozik

## Védekezés az UV káros hatásai ellen
Az UV-fénynek vannak kedvező hatásai, de az adagolás ideje és erőssége kritikus a hasznosság szempontjából. Egy 5-15 perces napozási idő után a hatások inkább kedvezőtlenek és károsak lehetnek, ezért a túlzott adagolás ellen védekezni kell az egészség érdekében.
Az interneten rendszeresen frissítik az aktuálisan várható UV-sugárzás mértékét („UV-index”). Ennek figyelembe vételével a szabadban végzett munka vagy szabadidős tevékenység esetén szükséges lehet UV-szűrő funkcióval rendelkező napszemüveg, és fényvédő krém használata.

## Alkalmazásai
- Fényforrásokban fényporok gerjesztésével látható fény állítható elő.
- UV-csillagászat, kihasználva, hogy nagyon forró tárgyak UV-tartományban is sugároznak (Wien törvénye).
- A flavonoidok nevüket sárga színükről kapták, az UV-fényt elnyelik, így a rovarok számára a virágzat flavonoidtartalma vonzó hatású.
- Rovarirtásra kaphatók UV-A-források, amik csapdába csalják a repülő rovarokat.
- Spektroradiometria segítségével elemezhető a molekulák térbeli szerkezete.
- Spektroszkópia.
- Ultraibolya fotoelektron-spektroszkópia
- Tűzérzékelésre, mert számos anyag UV-tartományban is sugároz égés közben.
- Elektromos szigetelések ellenőrzésére, ugyanis a sérült szigetelés koronakisülést okozhat, ami gerjeszti a nitrogénmolekulákat, és UV-fény keletkezik.
- Fotolitográfiában UV-fényt használnak nagyon finom mintázatok előhívására.
- Hamisításvédelemre, ha a védett tárgyat fluoreszcens festékkel megjelölik. Ilyent alkalmaznak a bankjegyeknél.
- Fertőtlenítés: az UV-C-sugárzás, mivel szétroncsolja a kórokozók DNS-ét, alkalmas felületek fertőtlenítésére, ivóvíz, illetve szennyvíz kezelésére.
- Ásványtanban kihasználható, hogy számos ásvány mutat fluoreszcens tulajdonságokat.
- Törvényszéki vizsgálatok.
- EPROM (erasable programmable read only memory) elektronikus memória törlésére.
- Orvostudományban: UV-B-fényterápia alkalmazása a pikkelysömör és ekcéma bőrtüneteinek javításához. Ez gyakorlatilag megfelel a napozásnak, ennek hiányában UV-fény alkalmazható, mivel ennek adagolása kiszámítható.
- Vonalkód-leolvasás.